# Kanton Vauvillers
Kanton Vauvillers (francouzsky Canton de Vauvillers) je francouzský kanton v departementu Haute-Saône v regionu Franche-Comté. Tvoří ho 23 obcí.

## Obce kantonu
- Alaincourt
- Ambiévillers
- Anjeux
- Bassigney
- Betoncourt-Saint-Pancras
- Bouligney
- Bourguignon-lès-Conflans
- Cubry-lès-Faverney
- Cuve
- Dampierre-lès-Conflans
- Dampvalley-Saint-Pancras
- Fontenois-la-Ville
- Girefontaine
- Hurecourt
- Jasney
- Mailleroncourt-Saint-Pancras
- Melincourt
- Montdoré
- La Pisseure
- Plainemont
- Pont-du-Bois
- Selles
- Vauvillers